# AG Carinae
AG Carinae (AG Car / HD 949101) es una estrella variable en la constelación austral de Carina. Aunque es una de las estrellas más luminosas de la Vía Láctea, la gran distancia que nos separa de ella —unos 6 kilopársecs o 19.600 años luz— y el polvo interestelar que la luz encuentra en su recorrido hace que no sea visible a simple vista.

## Características físicas y químicas
AG Carinae es una variable luminosa azul de tipo espectral B2.
Esta clase de estrellas son muy poco frecuentes en nuestra galaxia y AG Carinae es una de las más conocidas.
Aparentemente la estrella está en una fase de rápida transición entre una supergigante azul de tipo espectral O y una estrella de Wolf-Rayet.
Con una luminosidad un millón de veces superior a la del Sol, tiene una masa de 50 masas solares.
Su temperatura superficial es variable; entre 1985 y 1990 era de 22.800 K, mientras que en 2000-2001 descendió hasta 17.000 K.
En ambas épocas también se observaron variaciones tanto en la velocidad del viento estelar como en el ritmo de pérdida de masa estelar; éste pasó de 1,5 x 10-5 masas solares por año en 1985-1990 a 3,7 x 10-5 masas solares por año en 2000-2001.
En cuanto a la composición química, la superficie estelar de AG Carinae muestra, por una parte, «sobreabundancia» de helio, nitrógeno y sodio, y, por otra, bajos contenidos relativos de hidrógeno, carbono y oxígeno, indicando la presencia de material proveniente del ciclo CNO.
Los modelos de evolución estelar indican que una estrella con una masa inicial de 85 masas solares alcanza el contenido de helio que actualmente tiene AG Carinae a una edad de 3 millones de años.

## Variabilidad
AG Carinae muestra variabilidad fotométrica, espectroscópica y polarimétrica en escalas de tiempo que van de días a décadas.
De acuerdo al General Catalogue of Variable Stars (GCVS), su brillo varía de forma irregular entre magnitud aparente +7,1 y +9,0.
En banda V se han observado fluctuaciones de 2,5 magnitudes en períodos de 5-10 años, atribuidas a variabilidad de tipo S Doradus.
Sobrepuestas a estas variaciones existen fluctuaciones entre 0,1 y 0,5 magnitudes en una escala de tiempo de 371 días, así como «microvariaciones» fotométricas.
En cuanto a su variabilidad espectroscópica, durante los mínimos en la curva de luz, AG Carinae es relativamente caliente y tiene tipo espectral WN11.
En los máximos de la curva de luz, la estrella es más fría y su espectro recuerda al de una hipergigante de tipo A.

## Nebulosa circundante
AG Carinae está rodeada por una nebulosa bipolar formada por material procedente de las capas exteriores de la estrella, expulsado durante un período de inestabilidad acaecido hace menos de 10 000 años.
No se sabe con certeza si la nebulosa fue creada en una única erupción gigante en esa época o si parte de ella se formó en episodios anteriores.
La nebulosa posee una enorme cantidad de polvo —cuya masa es de 2,5 masas solares— con una temperatura estimada entre 76 y 99 K; el exceso en el infrarrojo lejano sugiere la presencia de grandes granos de 1 μm.
La masa total de la nebulosa puede alcanzar las 30 masas solares.
La estrella aparece como una radiofuente compacta en el centro de la misma.